# 藤原淳賀
藤原 淳賀（ふじわら あつよし、1965年2月28日 - ）は、日本の牧師、神学者、キリスト教社会倫理学者。青山学院大学地球社会共生学部教授。

## 略歴
岡山県岡山市出身。玉川大学文学部教育学科卒業。1989年慶應義塾大学大学院社会学研究科教育学専攻修士課程修了。1994年ゴールデン・ゲート・バプテスト神学校修士課程神学専攻修了（M.Div.）。1999年ダラム大学大学院博士課程神学専攻修了（Ph.D.）。
東京基督教大学専任講師、聖学院大学総合研究所准教授、教授、同大学教授を経て現職。

## 著書

### 単著
- Theology of Culture in a Japanese Context: A Believers' Perspective. Princeton Theological Monograph Series 179. Eugene, OR: Pickwick Publications, Wipf and Stock Publishers. 2012.

### 共編著
- Ed. with Hideo Ohki, Yasuo Furuya et al. A Theology of Japan: Origins and Task in the Age of Globalization. Monograph Series 1. Seigakuin University Press. 2005.
- Consultant Editor. The New Lion Handbook: Christian Belief. General Editor. Alister E. McGrath. Oxford: Lion Hudson Plc. 2006.
- Editor. "Church and State in Japan since World War 2."  A Theology of Japan. Monograph Series 2. Seigakuin University Press. 2006.
- Editor. "A Theology of Japan” and the Theology of Hideo Ohki." A Theology of Japan. Monograph Series 4. Seigakuin University Press. 2010.
- Ed. with Brian Byrd. "Post‐disaster Theology from Japan." A Theology of Japan. Monograph Series 6. Seigakuin University Press. 2013.
- Ed. with Brian Byrd. "The Church Embracing the Sufferers, Moving Forward―Centurial Vision for Post‐disaster Japan: Ecumenical Voices." A Theology of Japan. Monograph Series 7. Seigakuin University Press. 2014.
- Ed. with Brian Byrd. "Raising Leaders through Sufferings beyond Walls: Centurial Vision for Post-disaster Japan." A Theology of Japan. Monograph Series 9. Seigakuin University Press. 2016.
- 共編. 『地球社会共生学のためのシャローム』ミネルヴァ書房. 2020.

### 訳著
- グレゴリー・ジョーンズ、セレスティン・ムセクラ. 『赦された者として赦す』（日本キリスト教団出版局, 2019年）（共訳）
- アリスター・E・マクグラス. 『聖餐 その歴史と実践』（キリスト新聞社, 2010年）
- アリスター・E・マクグラス.『キリスト教神学資料集・上』古屋安雄監訳（キリスト新聞社, 2007年）
- アリスター・E・マクグラス.『キリスト教神学資料集・下』古屋安雄監訳（キリスト新聞社, 2007年）
- アリスター・E・マクグラス.『ポスト・モダン世界のキリスト教――21世紀における福音の役割』稲垣久和監訳（教文館, 2004年）

### 分担執筆
- （古屋安雄, 倉松功, 近藤勝彦, 阿久戸光晴）『歴史と神学 大木英夫教授喜寿記念献呈論文集 下巻』（聖学院大学出版会, 2006年）
- （金子晴勇, 平山正実）『愛に生きた証人たち』（聖学院大学出版会, 2009年）
- （東京ミッション研究所ヨーダー研究会）『ジョン・H・ヨーダーの神学』（新教出版社, 2010年）
- （アリスター・E・マクグラス）『宗教教育を語る イギリスの神学校はいま』（キリスト新聞社, 2010年）解説執筆

### 論文
- 「『断捨離?』としてのプロテスタント宗教改革 : 21世紀の日本の視点から」『キリスト教と文化』34, 2018, 85-124.